# Motorrad-Weltmeisterschaft 2006
Die Motorrad-WM-Saison 2006 war die 58. in der Geschichte der FIM-Motorrad-Straßenweltmeisterschaft.
In der MotoGP-Klasse wurden 17 und in den Klassen bis 250 cm³ und bis 125 cm³ 16 Rennen ausgetragen.

## Punkteverteilung
Weltmeister wird derjenige Fahrer beziehungsweise der Hersteller, der bis zum Saisonende die meisten Punkte in der Weltmeisterschaft angesammelt hat. Bei der Punkteverteilung werden die Platzierungen im Gesamtergebnis des jeweiligen Rennens berücksichtigt. Die fünfzehn erstplatzierten Fahrer jedes Rennens erhalten Punkte nach folgendem Schema:
| Punkteverteilung | Punkteverteilung | Punkteverteilung | Punkteverteilung | Punkteverteilung | Punkteverteilung | Punkteverteilung | Punkteverteilung | Punkteverteilung | Punkteverteilung | Punkteverteilung | Punkteverteilung | Punkteverteilung | Punkteverteilung | Punkteverteilung | Punkteverteilung |
| ---------------- | ---------------- | ---------------- | ---------------- | ---------------- | ---------------- | ---------------- | ---------------- | ---------------- | ---------------- | ---------------- | ---------------- | ---------------- | ---------------- | ---------------- | ---------------- |
| Platz            | 1                | 2                | 3                | 4                | 5                | 6                | 7                | 8                | 9                | 10               | 11               | 12               | 13               | 14               | 15               |
| Punkte           | 25               | 20               | 16               | 13               | 11               | 10               | 9                | 8                | 7                | 6                | 5                | 4                | 3                | 2                | 1                |

## Saisonüberblick
Nicky Hayden holte 2006 seinen ersten WM-Titel in der MotoGP-Klasse gegen Titelverteidiger Valentino Rossi, der nach einer Aufholjagd ab Saisonmitte einen Rückstand von 51 Punkten in einen Vorsprung verwandelt hatte, aber seine Chance auf den Titelgewinn durch einen Sturz im letzten Saisonrennen vergab. Sieben Fahrer konnten in der MotoGP im Verlauf der Saison ein Rennen gewinnen, Dani Pedrosa, Toni Elías und Troy Bayliss gewannen dabei jeweils ihr erstes Rennen in dieser Klasse.
In der 250-cm³-Klasse holte Jorge Lorenzo auf Aprilia mit acht Rennsiegen seinen ersten Titel. Bei den 125ern gewann mit Álvaro Bautista ebenfalls ein Aprilia-Fahrer die Weltmeisterschaft.

## MotoGP-Klasse

### Rennergebnisse
|    | Datum  | Rennen                 | Strecke        | Platz 1         | Platz 2         | Platz 3           | Pole-Position   | Schn. Rennrunde   | Gesamtführender Fahrer | Gesamtführendes Team | Gesamtführender Konstrukteur |
| -- | ------ | ---------------------- | -------------- | --------------- | --------------- | ----------------- | --------------- | ----------------- | ---------------------- | -------------------- | ---------------------------- |
| 1  | 26.03. | GP von Spanien         | Jerez          | Loris Capirossi | Dani Pedrosa    | Nicky Hayden      | Loris Capirossi | Loris Capirossi   | Loris Capirossi        | Repsol Honda Team    | Ducati                       |
| 2  | 08.04. | GP von Katar           | Doha           | Valentino Rossi | Nicky Hayden    | Loris Capirossi   | Casey Stoner    | Valentino Rossi   | Loris Capirossi        | Repsol Honda Team    | Ducati                       |
| 3  | 30.04. | GP der Türkei          | Istanbul       | Marco Melandri  | Casey Stoner    | Nicky Hayden      | Chris Vermeulen | Toni Elías        | Nicky Hayden           | Repsol Honda Team    | Honda                        |
| 4  | 14.05. | GP von China           | Shanghai       | Dani Pedrosa    | Nicky Hayden    | Colin Edwards     | Dani Pedrosa    | Dani Pedrosa      | Nicky Hayden           | Repsol Honda Team    | Honda                        |
| 5  | 21.05. | GP von Frankreich      | Le Mans        | Marco Melandri  | Loris Capirossi | Dani Pedrosa      | Dani Pedrosa    | Valentino Rossi   | Nicky Hayden           | Repsol Honda Team    | Honda                        |
| 6  | 04.06. | GP von Italien         | Mugello        | Valentino Rossi | Loris Capirossi | Nicky Hayden      | Sete Gibernau   | Loris Capirossi   | Nicky Hayden           | Repsol Honda Team    | Honda                        |
| 7  | 18.06. | GP von Katalonien      | Barcelona      | Valentino Rossi | Nicky Hayden    | Kenny Roberts jr. | Valentino Rossi | Nicky Hayden      | Nicky Hayden           | Repsol Honda Team    | Honda                        |
| 8  | 24.06. | 76. Dutch TT           | Assen          | Nicky Hayden    | Shin’ya Nakano  | Dani Pedrosa      | John Hopkins    | Nicky Hayden      | Nicky Hayden           | Repsol Honda Team    | Honda                        |
| 9  | 02.07. | GP von Großbritannien  | Donington      | Dani Pedrosa    | Valentino Rossi | Marco Melandri    | Dani Pedrosa    | Dani Pedrosa      | Nicky Hayden           | Repsol Honda Team    | Honda                        |
| 10 | 16.07. | 70. GP von Deutschland | Sachsenring    | Valentino Rossi | Marco Melandri  | Nicky Hayden      | Dani Pedrosa    | Dani Pedrosa      | Nicky Hayden           | Repsol Honda Team    | Honda                        |
| 11 | 23.07. | GP der USA             | Laguna Seca    | Nicky Hayden    | Dani Pedrosa    | Marco Melandri    | Chris Vermeulen | Dani Pedrosa      | Nicky Hayden           | Repsol Honda Team    | Honda                        |
| 12 | 20.08. | GP von Tschechien      | Brünn          | Loris Capirossi | Valentino Rossi | Dani Pedrosa      | Valentino Rossi | Loris Capirossi   | Nicky Hayden           | Repsol Honda Team    | Honda                        |
| 13 | 10.09. | GP von Malaysia        | Sepang         | Valentino Rossi | Loris Capirossi | Dani Pedrosa      | Valentino Rossi | Loris Capirossi   | Nicky Hayden           | Repsol Honda Team    | Honda                        |
| 14 | 17.09. | GP von Australien      | Phillip Island | Marco Melandri  | Chris Vermeulen | Valentino Rossi   | Nicky Hayden    | Valentino Rossi   | Nicky Hayden           | Repsol Honda Team    | Honda                        |
| 15 | 24.09. | GP von Japan           | Motegi         | Loris Capirossi | Valentino Rossi | Marco Melandri    | Loris Capirossi | Valentino Rossi   | Nicky Hayden           | Repsol Honda Team    | Honda                        |
| 16 | 15.10. | GP von Portugal        | Estoril        | Toni Elías      | Valentino Rossi | Kenny Roberts jr. | Valentino Rossi | Kenny Roberts jr. | Valentino Rossi        | Repsol Honda Team    | Honda                        |
| 17 | 29.10. | GP von Valencia        | Valencia       | Troy Bayliss    | Loris Capirossi | Nicky Hayden      | Valentino Rossi | Loris Capirossi   | Nicky Hayden           | Repsol Honda Team    | Honda                        |

### Teams und Fahrer
| Nr. | Fahrer            | Team                  | Motorrad               | Reifen |
| --- | ----------------- | --------------------- | ---------------------- | ------ |
| 5   | Colin Edwards     | Camel Yamaha Team     | Yamaha YZR-M1          | M      |
| 6   | Makoto Tamada     | Konica Minolta Honda  | Honda RC211V           | M      |
| 7   | Carlos Checa      | Tech 3 Yamaha         | Yamaha YZR-M1          | D      |
| 8   | Naoki Matsudo     | Kawasaki              | Kawasaki Ninja ZX-RR   | B      |
| 8   | Garry McCoy       | Ilmor SRT             | Ilmor SRT X³           | M      |
| 10  | Kenny Roberts jr. | Team Roberts          | Roberts / Honda KR211V | M      |
| 12  | Troy Bayliss      | Ducati Marlboro Team  | Ducati Desmosedici GP6 | B      |
| 15  | Sete Gibernau     | Ducati Marlboro Team  | Ducati Desmosedici GP6 | B      |
| 17  | Randy De Puniet   | Kawasaki Racing Team  | Kawasaki Ninja ZX-RR   | B      |
| 21  | John Hopkins      | Rizla Suzuki MotoGP   | Suzuki GSV-R           | B      |
| 22  | Iván Silva        | Pramac D’Antin MotoGP | Ducati Desmosedici GP5 | D      |
| 24  | Toni Elías        | Fortuna Honda         | Honda RC211V           | B      |
| 26  | Dani Pedrosa      | Repsol Honda Team     | Honda RC211V           | M      |
| 27  | Casey Stoner      | Honda LCR             | Honda RC211V           | M      |
| 30  | José Luis Cardoso | Pramac D’Antin MotoGP | Ducati Desmosedici GP5 | D      |
| 33  | Marco Melandri    | Fortuna Honda         | Honda RC211V           | M      |
| 46  | Valentino Rossi   | Camel Yamaha Team     | Yamaha YZR-M1          | M      |
| 56  | Shin’ya Nakano    | Kawasaki Racing Team  | Kawasaki Ninja ZX-RR   | B      |
| 64  | Kousuke Akiyoshi  | Team Suzuki MotoGP    | Suzuki GSV-R           | B      |
| 65  | Loris Capirossi   | Ducati Marlboro Team  | Ducati Desmosedici GP6 | B      |
| 66  | Alex Hofmann      | Pramac D’Antin MotoGP | Ducati Desmosedici GP5 | D      |
| 66  | Alex Hofmann      | Ducati Marlboro Team  | Ducati Desmosedici GP6 | B      |
| 69  | Nicky Hayden      | Repsol Honda Team     | Honda RC211V           | M      |
| 71  | Chris Vermeulen   | Rizla Suzuki MotoGP   | Suzuki GSV-R           | B      |
| 77  | James Ellison     | Tech 3 Yamaha         | Yamaha YZR-M1          | D      |
| 84  | Michel Fabrizio   | Fortuna Honda         | Honda RC211V           | M      |

| Legende         |
| --------------- |
| Stammfahrer     |
| Wildcard-Fahrer |
| Ersatzfahrer    |

### Fahrerwertung
| 1  | Nicky Hayden      | Honda    | 252 |
| 2  | Valentino Rossi   | Yamaha   | 247 |
| 3  | Loris Capirossi   | Ducati   | 229 |
| 4  | Marco Melandri    | Honda    | 228 |
| 5  | Dani Pedrosa      | Honda    | 215 |
| 6  | Kenny Roberts jr. | KR-Honda | 134 |
| 7  | Colin Edwards     | Yamaha   | 124 |
| 8  | Casey Stoner      | Honda    | 119 |
| 9  | John Hopkins      | Suzuki   | 117 |
| 10 | Toni Elías        | Honda    | 116 |
| 11 | Chris Vermeulen   | Suzuki   | 98  |

| 12 | Makoto Tamada     | Honda    | 96 |
| 13 | Sete Gibernau     | Ducati   | 95 |
| 14 | Shin’ya Nakano    | Kawasaki | 92 |
| 15 | Carlos Checa      | Yamaha   | 74 |
| 16 | Randy De Puniet   | Kawasaki | 37 |
| 17 | Alex Hofmann      | Ducati   | 30 |
| 18 | James Ellison     | Yamaha   | 26 |
| 19 | Troy Bayliss      | Ducati   | 25 |
| 20 | José Luis Cardoso | Ducati   | 10 |
| 21 | Kousuke Akiyoshi  | Suzuki   | 3  |
| 22 | Garry McCoy       | Ilmor    | 2  |

### Konstrukteurswertung
| 1 | Honda        | 360 |
| 2 | Yamaha       | 289 |
| 3 | Ducati       | 248 |
| 4 | Suzuki       | 151 |
| 5 | KR-Honda     | 134 |
| 6 | Kawasaki     | 109 |
| 7 | Ilmor SRT X³ | 2   |

### Teamwertung
| 1  | Repsol Honda Team     | 467 |
| 2  | Camel Yamaha Team     | 371 |
| 3  | Ducati Marlboro Team  | 356 |
| 4  | Fortuna Honda         | 344 |
| 5  | Rizla Suzuki MotoGP   | 214 |
| 6  | Team Roberts          | 134 |
| 7  | Kawasaki Racing Team  | 129 |
| 8  | Honda LCR             | 119 |
| 9  | Tech 3 Yamaha         | 101 |
| 10 | Konica Minolta Honda  | 96  |
| 11 | Pramac D’Antín MotoGP | 33  |
| 12 | Ilmor SRT             | 2   |

## 250-cm³-Klasse

### Rennergebnisse
|    | Datum  | Rennen                 | Strecke        | Platz 1          | Platz 2           | Platz 3           | Pole-Position     | Schn. Rennrunde   | Gesamtführender Fahrer | Gesamtführender Konstrukteur |
| -- | ------ | ---------------------- | -------------- | ---------------- | ----------------- | ----------------- | ----------------- | ----------------- | ---------------------- | ---------------------------- |
| 1  | 26.03. | GP von Spanien         | Jerez          | Jorge Lorenzo    | Alex De Angelis   | Andrea Dovizioso  | Jorge Lorenzo     | Héctor Barberá    | Jorge Lorenzo          | Aprilia                      |
| 2  | 08.04. | GP von Katar           | Doha           | Jorge Lorenzo    | Andrea Dovizioso  | Roberto Locatelli | Jorge Lorenzo     | Andrea Dovizioso  | Jorge Lorenzo          | Aprilia                      |
| 3  | 30.04. | GP der Türkei          | Istanbul       | Hiroshi Aoyama   | Héctor Barberá    | Andrea Dovizioso  | Jorge Lorenzo     | Alex De Angelis   | Andrea Dovizioso       | Aprilia                      |
| 4  | 14.05. | GP von China           | Shanghai       | Héctor Barberá   | Andrea Dovizioso  | Hiroshi Aoyama    | Héctor Barberá    | Andrea Dovizioso  | Andrea Dovizioso       | Aprilia                      |
| 5  | 21.05. | GP von Frankreich      | Le Mans        | Yūki Takahashi   | Andrea Dovizioso  | Shūhei Aoyama     | Andrea Dovizioso  | Hiroshi Aoyama    | Andrea Dovizioso       | Aprilia                      |
| 6  | 04.06. | GP von Italien         | Mugello        | Jorge Lorenzo    | Alex De Angelis   | Andrea Dovizioso  | Jorge Lorenzo     | Roberto Locatelli | Andrea Dovizioso       | Aprilia                      |
| 7  | 18.06. | GP von Katalonien      | Barcelona      | Andrea Dovizioso | Jorge Lorenzo     | Alex De Angelis   | Andrea Dovizioso  | Alex De Angelis   | Andrea Dovizioso       | Aprilia                      |
| 8  | 24.06. | 76. Dutch TT           | Assen          | Jorge Lorenzo    | Alex De Angelis   | Andrea Dovizioso  | Jorge Lorenzo     | Jorge Lorenzo     | Andrea Dovizioso       | Aprilia                      |
| 9  | 02.07. | GP von Großbritannien  | Donington      | Jorge Lorenzo    | Alex De Angelis   | Hiroshi Aoyama    | Jorge Lorenzo     | Andrea Dovizioso  | Andrea Dovizioso       | Aprilia                      |
| 10 | 16.07. | 70. GP von Deutschland | Sachsenring    | Yūki Takahashi   | Alex De Angelis   | Jorge Lorenzo     | Jorge Lorenzo     | Alex De Angelis   | Jorge Lorenzo          | Aprilia                      |
| 11 | 20.08. | GP von Tschechien      | Brünn          | Jorge Lorenzo    | Andrea Dovizioso  | Hiroshi Aoyama    | Jorge Lorenzo     | Andrea Dovizioso  | Jorge Lorenzo          | Aprilia                      |
| 12 | 10.09. | GP von Malaysia        | Sepang         | Jorge Lorenzo    | Andrea Dovizioso  | Alex De Angelis   | Héctor Barberá    | Hiroshi Aoyama    | Jorge Lorenzo          | Aprilia                      |
| 13 | 17.09. | GP von Australien      | Phillip Island | Jorge Lorenzo    | Alex De Angelis   | Hiroshi Aoyama    | Jorge Lorenzo     | Alex De Angelis   | Jorge Lorenzo          | Aprilia                      |
| 14 | 24.09. | GP von Japan           | Motegi         | Hiroshi Aoyama   | Alex De Angelis   | Jorge Lorenzo     | Jorge Lorenzo     | Hiroshi Aoyama    | Jorge Lorenzo          | Aprilia                      |
| 15 | 15.10. | GP von Portugal        | Estoril        | Andrea Dovizioso | Hiroshi Aoyama    | Alex De Angelis   | Roberto Locatelli | Hiroshi Aoyama    | Jorge Lorenzo          | Aprilia                      |
| 16 | 29.10. | GP von Valencia        | Valencia       | Alex De Angelis  | Roberto Locatelli | Héctor Barberá    | Hiroshi Aoyama    | Alex De Angelis   | Jorge Lorenzo          | Aprilia                      |

### Fahrerwertung
| 1  | Jorge Lorenzo     | Aprilia | 289 |
| 2  | Andrea Dovizioso  | Honda   | 272 |
| 3  | Alex De Angelis   | Aprilia | 228 |
| 4  | Hiroshi Aoyama    | KTM     | 193 |
| 5  | Roberto Locatelli | Aprilia | 191 |
| 6  | Yūki Takahashi    | Honda   | 156 |
| 7  | Héctor Barberá    | Aprilia | 152 |
| 8  | Shūhei Aoyama     | Honda   | 99  |
| 9  | Sylvain Guintoli  | Aprilia | 96  |
| 10 | Marco Simoncelli  | Gilera  | 92  |
| 11 | Anthony West      | Aprilia | 78  |
| 12 | Jakub Smrž        | Aprilia | 58  |
| 13 | Alex Debón        | Aprilia | 50  |
| 14 | Manuel Poggiali   | KTM     | 50  |
| 15 | Martín Cárdenas   | Honda   | 37  |
| 16 | Alex Baldolini    | Aprilia | 26  |
| 17 | Andrea Ballerini  | Aprilia | 24  |

| 18 | Sebastián Porto     | Honda   | 20 |
| 19 | Aleix Espargaró     | Honda   | 20 |
| 20 | Jules Cluzel        | Aprilia | 15 |
| 21 | Dirk Heidolf        | Aprilia | 15 |
| 22 | Arnaud Vincent      | Honda   | 14 |
| 23 | Arturo Tizón        | Honda   | 11 |
| 24 | David De Gea        | Honda   | 9  |
| 25 | Ryūji Yokoe         | Yamaha  | 8  |
| 26 | Franco Battaini     | Aprilia | 7  |
| 27 | Fabricio Perren     | Honda   | 5  |
| 28 | Ratthapark Wilairot | Honda   | 6  |
| 29 | Jordi Carchano      | Aprilia | 4  |
| 30 | Seijin Oikawa       | Yamaha  | 3  |
| 31 | Tarō Sekiguchi      | Aprilia | 3  |
| 32 | Chaz Davies         | Aprilia | 3  |
| 33 | Luca Morelli        | Aprilia | 2  |
| 34 | Álvaro Molina       | Aprilia | 2  |

### Konstrukteurswertung
| 1 | Aprilia | 357 |
| 2 | Honda   | 290 |
| 3 | KTM     | 205 |
| 4 | Gilera  | 92  |
| 5 | Yamaha  | 8   |

## 125-cm³-Klasse

### Rennergebnisse
|    | Datum  | Rennen                 | Strecke        | Platz 1         | Platz 2         | Platz 3         | Pole-Position   | Schn. Rennrunde | Gesamtführender Fahrer | Gesamtführender Konstrukteur |
| -- | ------ | ---------------------- | -------------- | --------------- | --------------- | --------------- | --------------- | --------------- | ---------------------- | ---------------------------- |
| 1  | 26.03. | GP von Spanien         | Jerez          | Álvaro Bautista | Lukáš Pešek     | Mattia Pasini   | Mattia Pasini   | Lukáš Pešek     | Álvaro Bautista        | Aprilia                      |
| 2  | 08.04. | GP von Katar           | Doha           | Álvaro Bautista | Mika Kallio     | Sergio Gadea    | Álvaro Bautista | Álvaro Bautista | Álvaro Bautista        | Aprilia                      |
| 3  | 30.04. | GP der Türkei          | Istanbul       | Héctor Faubel   | Álvaro Bautista | Sergio Gadea    | Álvaro Bautista | Joan Olivé      | Álvaro Bautista        | Aprilia                      |
| 4  | 14.05. | GP von China           | Shanghai       | Mika Kallio     | Mattia Pasini   | Álvaro Bautista | Mika Kallio     | Álvaro Bautista | Álvaro Bautista        | Aprilia                      |
| 5  | 21.05. | GP von Frankreich      | Le Mans        | Thomas Lüthi    | Mika Kallio     | Fabrizio Lai    | Mattia Pasini   | Sergio Gadea    | Álvaro Bautista        | Aprilia                      |
| 6  | 04.06. | GP von Italien         | Mugello        | Mattia Pasini   | Álvaro Bautista | Lukáš Pešek     | Lukáš Pešek     | Mattia Pasini   | Álvaro Bautista        | Aprilia                      |
| 7  | 18.06. | GP von Katalonien      | Barcelona      | Álvaro Bautista | Héctor Faubel   | Sergio Gadea    | Álvaro Bautista | Héctor Faubel   | Álvaro Bautista        | Aprilia                      |
| 8  | 24.06. | 76. Dutch TT           | Assen          | Mika Kallio     | Sergio Gadea    | Álvaro Bautista | Mika Kallio     | Sergio Gadea    | Álvaro Bautista        | Aprilia                      |
| 9  | 02.07. | GP von Großbritannien  | Donington      | Álvaro Bautista | Mika Kallio     | Mattia Pasini   | Álvaro Bautista | Álvaro Bautista | Álvaro Bautista        | Aprilia                      |
| 10 | 16.07. | 70. GP von Deutschland | Sachsenring    | Mattia Pasini   | Álvaro Bautista | Lukáš Pešek     | Lukáš Pešek     | Álvaro Bautista | Álvaro Bautista        | Aprilia                      |
| 11 | 20.08. | GP von Tschechien      | Brünn          | Álvaro Bautista | Mika Kallio     | Gábor Talmácsi  | Mika Kallio     | Mattia Pasini   | Álvaro Bautista        | Aprilia                      |
| 12 | 10.09. | GP von Malaysia        | Sepang         | Álvaro Bautista | Mika Kallio     | Héctor Faubel   | Álvaro Bautista | Álvaro Bautista | Álvaro Bautista        | Aprilia                      |
| 13 | 17.09. | GP von Australien      | Phillip Island | Álvaro Bautista | Mika Kallio     | Mattia Pasini   | Mika Kallio     | Álvaro Bautista | Álvaro Bautista        | Aprilia                      |
| 14 | 24.09. | GP von Japan           | Motegi         | Mika Kallio     | Álvaro Bautista | Julián Simón    | Álvaro Bautista | Mika Kallio     | Álvaro Bautista        | Aprilia                      |
| 15 | 15.10. | GP von Portugal        | Estoril        | Álvaro Bautista | Héctor Faubel   | Mika Kallio     | Álvaro Bautista | Álvaro Bautista | Álvaro Bautista        | Aprilia                      |
| 16 | 29.10. | GP von Valencia        | Valencia       | Héctor Faubel   | Mika Kallio     | Sergio Gadea    | Álvaro Bautista | Héctor Faubel   | Álvaro Bautista        | Aprilia                      |

### Fahrerwertung
| 1  | Álvaro Bautista  | Aprilia  | 338 |
| 2  | Mika Kallio      | KTM      | 262 |
| 3  | Héctor Faubel    | Aprilia  | 197 |
| 4  | Mattia Pasini    | Aprilia  | 192 |
| 5  | Sergio Gadea     | Aprilia  | 160 |
| 6  | Lukáš Pešek      | Derbi    | 154 |
| 7  | Gábor Talmácsi   | Honda    | 119 |
| 8  | Thomas Lüthi     | Honda    | 113 |
| 9  | Julián Simón     | KTM      | 97  |
| 10 | Joan Olivé       | Aprilia  | 85  |
| 11 | Fabrizio Lai     | Honda    | 83  |
| 12 | Simone Corsi     | Gilera   | 79  |
| 13 | Pablo Nieto      | Aprilia  | 66  |
| 14 | Nicolás Terol    | Derbi    | 53  |
| 15 | Tomoyoshi Koyama | Malaguti | 49  |

| 16 | Raffaele De Rosa     | Aprilia | 37 |
| 17 | Sandro Cortese       | Honda   | 23 |
| 18 | Ángel Rodríguez      | Aprilia | 20 |
|    | Bradley Smith        | Honda   | 20 |
| 20 | Pol Espargaró        | Derbi   | 19 |
|    | Lorenzo Zanetti      | Aprilia | 19 |
| 22 | Andrea Iannone       | Aprilia | 15 |
| 23 | Esteve Rabat         | Honda   | 11 |
| 24 | Karel Abraham        | Aprilia | 8  |
| 25 | Mike Di Meglio       | Honda   | 8  |
| 26 | Stefan Bradl         | KTM     | 4  |
|    | Federico Sandi       | Aprilia | 4  |
|    | Manuel Hernández jr. | Aprilia | 4  |
| 29 | Hiroaki Kuzuhara     | Aprilia | 1  |

### Konstrukteurswertung
| 1 | Aprilia  | 373 |
| 2 | KTM      | 267 |
| 3 | Honda    | 170 |
| 4 | Derbi    | 163 |
| 5 | Gilera   | 79  |
| 6 | Malaguti | 49  |